# Elysius meridionalis
Elysius meridionalis là một loài bướm đêm thuộc phân họ Arctiinae, họ Erebidae.